# La Exposición: órgano oficial

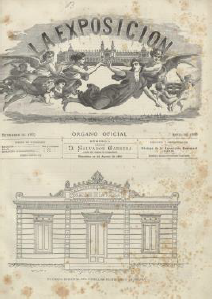
Tipus: diari/revistaPaís: EspanyaCiutat: BarcelonaFundació: 27 d'agost de 1886Gènere: Cultura/Política/HistòriaIdioma: castellàDescripció física: números: gravats; 41 cmTipus de contingut: textTipus de suport: volumFreqüència: quinzenal (durant els tres primers anys) i mensual (l'últim any)Director: Salvador Carrera.Productors: Biblioteca Museu Víctor Balaguer i Biblioteca de Catalunya.Impressor: Imp. suc. de N. Ramírez y Cª fins al 30 de juny de 1889 (quan portaven 69 publicacions); a partir de llavors, l'impressor va ser Tipolitografía de Henrich y Cª, en comandita Sucesores de Ramírez y CªISSN: 2604-2967

La Exposición: órgano oficial de la Exposición universal de Barcelona en 1888, també coneguda com La Exposición: órgano oficial, va ser una publicació (alternant diaris i revistes) publicades a Barcelona, Catalunya, des del 27 d'agost de 1886 fins al 30 de setembre de 1889, amb el motiu de dicha exposició. En total, durant els quatre anys que va estar activa, van publicar 75 exemplars, els quals tenien una periodicitat quinzenal durant els tres primers (entre 1886 i 1888) i, més endavant, ho feia de manera mensual, tot i que bastant irregular (1889, l'últim any). Aquesta, era un tipus de publicació que només es trobava en castellà.

## Història

### Context històric
La revista va publicar-se l'any 1886, commemorant així amb la famosa Exposició Universal de Barcelona que es produiria dos anys més tard. L'Exposició va tenir lloc entre el 8 d'abril i el 9 de desembre de 1888 a la ciutat de Barcelona. Va ser una exposició que es va dur a terme al Parc de la Ciutadella, el qual havia pertangut a l'exèrcit anys enrere, però que va acabar sent de la ciutat a partir de l'any 1851.
Les obres exposades, van suposar la rehabilitació de tota una zona (concretament, del barri de la Ribera). A més, l'incentiu dels actes ferials van provocar la millora de les infraestructures de tota la ciutat, que va fer un gran salt cap a la modernització i el desenvolupament. Així mateix, va significar el naixement d'un nou estil artístic, el modernisme, que fins a principis del segle xx va ser el que va predominar a la gran majoria de les construccions de la ciutat, especialment entre la burgesia, i que va deixar obres de gran valor artístic i monumental, convertint la Barcelona modernista, juntament amb la gòtica, en l'estil que més definia la ciutat comtal.

### Fundació i primers anys
La primera publicació de La Exposición: órgano oficial va ser el 27 d'agost del 1886. La revista va sorgir amb la idea de commemorar el gran esdeveniment que s'estava produint a la ciutat de Barcelona: l'Exposició Universal. El preu era de 0,25 pessetes la unitat i, si es volia fer el pagament per trimestres, era de 3 pessetes si eres de Barcelona, 4 si eres de la resta d'Espanya i 5 si eres de l'estranger o de colònies ultramarines. El director era D. Salvador Carrera. La revista no es posicionava políticament. Durant els primers anys, tenia una periodicitat quinzenal.
La revista s'obria sempre amb una portada, amb les principals dades de la revista i, tot seguit, amb un missatge per als lectors (normalment d'agraïment). Tot i això, al segon exemplar que es va publicar (el setembre del 1886), la revista va obrir-se amb una nota als lectors demanant disculpes per un anunci publicat al primer número d'aquesta. A l'anunci, que es trobava a l'última pàgina de la publicació de l'agost, es feia referència al tractament que tenien algunes malalties de índole secreta (alguns dels exemples eren espermatorrea, uretritis, blennorrea, prostatitis, cistitis del coll, pedres, uretrostomia, etc.). Un mes després que sortís a la llum el primer número, es van adonar del rebombori que havia causat un anunci d'aquest tipus per a l'època on es trobaven i van decidir demanar disculpes i retirar-lo immediatament.

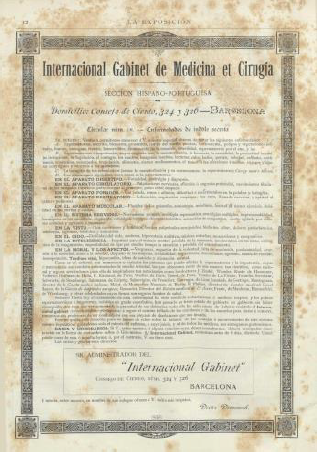
Anunci de la revista

Deixant de banda això, la revista contenia informació pròpia de l'Exposició, d'institucions o llocs on es duria a terme, el reglament d'aquesta, dades curioses, tipus de premsa que la cobriria, etc.
El desembre de 1886, com a novetat, van afegir a la primera pàgina el nom dels subscriptors de la revista, en agraïment pel seguiment i pel suport obtingut. Aquesta pàgina va estar vigent fins al 31 d'octubre del 1887, quan es va retirar la pàgina d'agraïments a cada publicació i, conseqüentment, el llistat dels subscriptors. A partir de llavors, només apareixia la pàgina al primer exemplar del mes. Finalment, aquesta pàgina, va acabar desapareixent per complet. Les pàgines finals de publicitat també van desaparèixer (a partir del febrer del 1888).

### Darrers anys i desaparició
L'any 1887, va ser el que més números va publicar, traient un mínim de dues revistes al mes. Tot i això, la quantitat es va anar reduint l'any següent i, des del desembre de 1888 fins al setembre de 1889 (quan es va publicar l'últim exemplar) la revista va passar a ser mensual (només una revista al mes).
El setembre de 1889, van publicar l'últim exemplar de la revista. Aquesta publicació, era una edició especial que constava de 44 pàgines. Aquest número començava amb un missatge als lectors, com havien acostumat a fer durant els primers anys. En aquest cas, però, ho feien amb un missatge de comiat i d'agraïment als lectors, tot i que també hi havia incloses unes disculpes per no haver publicat tants exemplars com havien promès a l'inici. També hi havia fotos de tots els treballadors, noms de participants i subscriptors, etc.

## Disseny
Cada número està compost de 12 pàgines, aproximadament. A l'interior, cada número conté informació, gravats diversos i, fins i tot, publicitat. Durant els quatre anys es van publicar un total de 75 exemplars, l'últim agrupat en una sola revista de 44 pàgines. Es tracten d'exemplars de cartó de tela gofrada, d'una mesura de 30 x 41,5 cm.

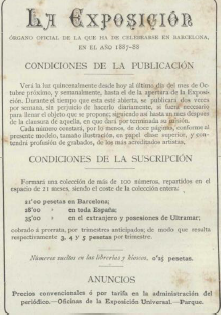
Condicions de publicació i subscripció de la revista